# Complexul Arheologic „Durankulak”
Complexul arheologic Durankulak (în bulgară Археологически комплекс „Дуранкулак“) este un sit arheologic complex situat în zona lacului Durankulak, lângă satul Durankulak, în nord-estul Bulgariei.
Cea mai veche fază a culturii Hamangia (începând cu 5500–5400 î.Hr.) a fost descoperită aici, numită Blatnița – vechiul nume al lacului Durankulak. Există oameni de știință care și astăzi acceptă descoperirile de la complexul arheologic Durankulak ca argument în sprijinul ipotezei „Potopului Mării Negre”, un cataclism care a avut consecințe fatale pentru locuitorii Insulei Mari și pentru purtătorii culturii Varna din neoliticul târziu.

## Monumente preistorice
Cercetările arheologice din Durankulak au început în 1974. Acestea au fost conduse de Henrieta Todorova, Kiril Botov și Todor Dimov. După 2015, au fost conduși de Ivan Vajsov și Vladimir Slavcev. Rezultatele cercetărilor arheologice arată că:
- Primul a fost populat țărmul sud-vestic al lacului Durankulak, unde a fost descoperit un sat din Neoliticul târziu cu locuințe semiîngropate, cu cupole, de o singură etapă. Așezarea din Dobrogea a fost realizată în perioada 5500/5400 – 5100/5000 î.Hr. Din această perioadă datează și satul din Neoliticul târziu de la lacul satul Durankulak. Aceasta reprezintă cea mai veche fază Blatnitsa a culturii Hamangia.

- Între 5100 și 5000 î.Hr., locuitorii au părăsit așezarea de pe mal și s-au stabilit pe o peninsulă natural protejată în fața acesteia (azi Insula Mare, cu o suprafață de aproximativ 20 de decare). Aici au construit un nou sat eneolitic, care a existat din 5100/5000 până în 3800 î.Hr. Clădirile sale aveau plan pătrat, cu latura scurtă spre Nord și Sud, orientate după punctele cardinale. Până acum, aici au fost cercetate 27 de clădiri, fiecare locuită de câte o familie de 15–20 de oameni. Mormântul satului eneolitic de pe Insula Mare are opt orizonturi. Primele două (orizonturile VIII și VII) sunt din perioada eneoliticului timpuriu – cultura Hamangia. Următoarele patru (orizonturile VI – III) sunt din perioada eneoliticului târziu – cultura Varna.

În satul eneolitic timpuriu, din perioada culturii Hamangia, a fost descoperită o construcție publică semnificativă (clădirea 8), probabil un palat sau un templu, cu o suprafață de peste 220 m². Fundațiile zidurilor acestor clădiri sunt realizate din plăci de piatră, cu o adâncime de până la 0,70 m, susținute de un bandă largă de lut. Unele clădiri aveau acoperiș înșurubat, dar majoritatea aveau acoperiș în două răstimpuri. Acoperișul era confecționat din tulpini de vegetație de baltă (trestie), paie și/sau fân. Suprafața locuințelor preistorice din satul Durankulak variază între 80 și 250 m², cu proporții aproximative de 1/3 între lungime și lățime. Majoritatea clădirilor au două încăperi principale. Înăuntrul acoperișului există posibilitatea ca spațiul să fie parțial sau total folosit pentru un etaj secundar. Pereții clădirilor sunt tencuiți cu lut purificat pe interior. Într-una dintre clădirile reprezentative (clădirea 5/VII) au fost descoperite urmă de pictură realizată cu pigmenți minerali și modele geometrice. Edificiile sunt separate de străzi cu o lățime de 1.00 – 1.50 metri. În aceste așezări preistorice, mai ales în cele din perioada tardivă a eneoliticului (cultura Varna), s-au găsit construcții construite îndeaproape unele de altele, cu spații între ele de numai 10–20 cm.
Populația eneolitică din satul Durankulak cultiva grâu, orz, măzăriche, linte și animale domestice. De asemenea, a menținut comerțul de troc cu Marea Mediterană, de unde a furnizat valoroasele cochilii de spondylus și dentalium folosite, potrivit prof. V. M. Masson și prof. H. Todorova. Și ca echivalent monetar. Acestea au fost folosite pentru producerea de bijuterii luxoase și pentru confecționarea unor haine rafinate. Dieta zilnică a populației eneolitice includea și produse obținute prin vânătoare și pescuit. Vasele ceramice sunt realizate manual, fără utilizarea roții de olar.

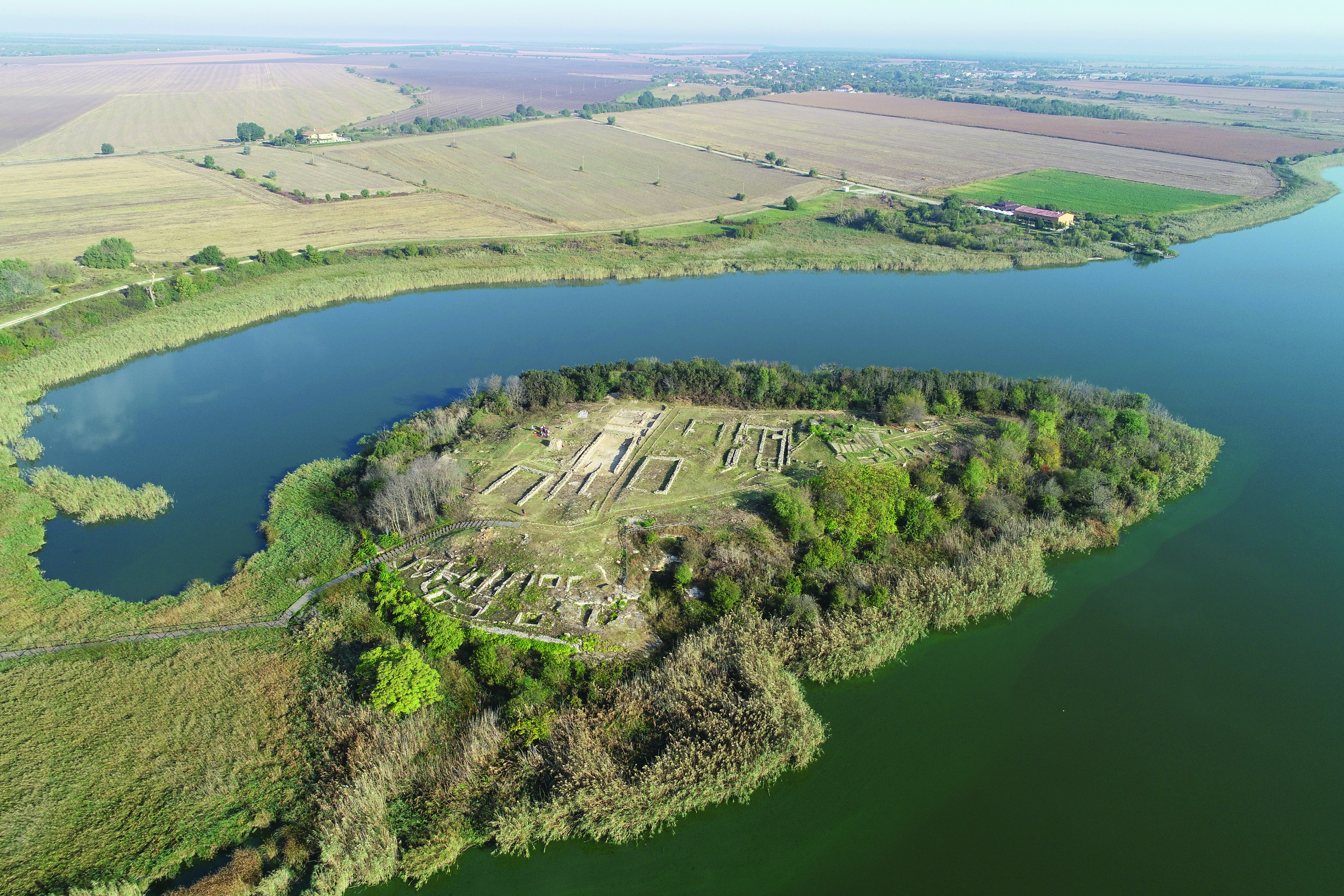
Insula Mare (Golemija ostrov)de la satul Durankulak. Fotografie aeriană 2021

Pe coastă, la sud de așezarea originală abandonată, în zona „Nivata”, a apărut cea mai mare necropolă preistorică cunoscută din lume, în care au fost localizate peste 1400 de înmormântări, dintre care au fost studiate 1204 morminte. A fost folosit timp de peste 1000 de ani, până în jurul anului 3800 î.Hr. n. este. Bărbații erau îngropați culcați pe spate cu capetele spre nord, în timp ce femeile și copiii erau ghemuiți pe o parte într-o poziție de vânător ambulant. În jurul lor erau așezate unelte, alimente, daruri, vase și figurine votive.
Societatea avea un sistem social ierarhic compus din căpetenii, tineri războinici și preotese. În această perioadă, s-au dezvoltat cultele fertilității, focului, soarelui și morților. „Idolii” - figurine feminine cu o imagine generalizată - sunt lucrați cu grijă, având o suprafață lustruită. Pe ele se găsesc și semne incizate.
Populația eneolitică avea și cunoștințe metalurgice, atât în ceea ce privește prelucrarea aurului, cât și a cuprului. Au realizat bijuterii din malachit, calcedonie, serpentinit și scoici, pentru care au fost folosite și materiale importate.

## Monumente antice
- Pe durata Epocii Târzii a Bronzului, în secolul al XIII-lea î.Hr., și la începutul Epocii Târzii a Fierului, pe versantul sudic al insulei, în afara mormântului așezării, a apărut o așezare tracică fortificată, bine cercetată de arheologi. Aceasta este singurul sit complet studiat în Peninsula Balcanică din timpul Războiului Troian, perioadă în care a început geneza comunității tribale tracice, parte a căreia au fost geții care locuiau această zonă în antichitate.
- Altă astfel de așezare din Epoca Târzie a Bronzului și din Epoca Târzie a Fierului este localizată în extremitatea sud-estică a satului Durankulak, din nou lângă lac, dar nu a fost încă cercetată.
- În câmpurile din jurul lacului se găsesc zeci de tumuli tracice, descriși în timpul cercetărilor de teren, dar încă neexcavați.
- Următorul monument important de pe insula lacului este din secolul al IV-lea î.Hr., începutul Epocii Elenistice. La 26 de metri în adâncime, în masivul stâncos, a fost cioplit un templu peșteră elenistic dedicat zeiței Mame, parte a cultului zeiței Magna Mater, cunoscută și sub numele de Cybele, în forma adoptată din Asia Mică de către tracii, urmașii lor și alte triburi învecinate. Aceasta este o zeiță-mamă puternică, dar acum percepută ca o variantă a Cybela, mai înfricoșătoare și mai apropiată de forma sa primitivă, fiind sora lui Demetra și Bendis pe Balcani. Templul impunător ca dimensiuni nu are egal în Europa și reprezintă singurul sanctuar de acest fel descoperit pe continent. În teritoriul bulgar au fost găsite și cele mai vechi figurine cultice ale zeiței de pe continent. Sanctuarul a fost construit în interiorul unei nișe carstice, formată din două peșteri paralele și joase, la nivelul suprafeței lacului, modelată într-un dreptunghi lung, divizat în două părți printr-un perete despărțitor. A fost descoperit accidental, după ce s-a eliberat plafonul prăbușit. La săpături au fost găsite: o placă votivă a zeiței, câteva cantharosuri de stil arcadic (cu fața roșie), farfurii de amfore, mânere și alte obiecte. Templul Cybela se află pe versantul sudic al Insulei Mari.
- De asemenea, pe țărmul vestic al lacului Durankulak, în apropierea altor situri menționate, a fost dezvăluit și parțial cercetat un necropolă elenistică, care a funcționat aproape 700 de ani, de la secolul al III-lea î.Hr. până în secolul al IV-lea. Au fost descoperite 41 de morminte, cu o varietate de tipuri, arhitectură și apartenență culturală, dintre care se remarcă tumuli creștine târzii specifice triburilor scito-sarmatice. Au fost găsite și morminte cu podoabe din bronz și alte daruri prețioase.
- În zona „Katmera” (Patkarnika), din apropierea lacului Durankulak, se află o așezare antigu neexploatată încă. Nu se exclude ca, în anumite perioade ale existenței sale, aceasta să fi fost folosită nu numai de traci, ci și de sarmati, iar locuitorii să fi utilizat necropola menționată mai sus.

## Monumente medievale
Descoperirile legate de istoria antică a Bulgariei sunt, de asemenea, remarcabile. Aici, în 1978, a fost descoperit un calendar protobulgar din secolele VII-X.
- În secolul al IX-lea, pe întreaga insulă se afla o așezare protobulgară fortificată, care a existat până la căderea acesteia sub stăpânire bizantină la începutul secolului al XI-lea. Casele din el au aproximativ 35-40 de metri pătrați, unele rotunde ca niște iurte, dens distanțate. Locuitorii săi erau și buni meșteri. În așezare a fost înființat un altar, a cărui intrare a fost zidită, iar în apropiere a fost construită o biserică. Aceasta dovedește că așezarea exista înainte de convertire, iar viața în ea a continuat mult timp după aceea.
- Pe coasta de vest a fost studiată necropola bulgară veche cu peste 500 de morminte, dintre care au fost excavate 279 de înmormântări.

Săpăturile și studiile complexului arheologic Durankulak au continuat cu intensitate variabilă timp de peste 45 de ani. Majoritatea descoperirilor arheologice sunt păstrate în Muzeul de Istorie din orașul Dobrici. Muzeul din Durankulak are o mică colecție unde pot fi văzute exponate din diferite epoci. Exponate valoroase se află și la Muzeul Național de Istorie din Sofia.
În Complexul Arheologic Durankulak au fost descoperite dovezi valoroase atât despre vechii bulgari, cât și despre istoria europeană și mondială. Cea mai veche protocivilizație a Europei s-a dezvoltat în acest loc acum mai bine de 70 de secole, așezările în acest loc durând timp de 6.000 de ani, din epoca neolitică până la declinul primului stat bulgar.

Insula Mare (Golemija ostrov) de la satul Durankulak. Infrastructură turistică. Fotografie aeriană 2023
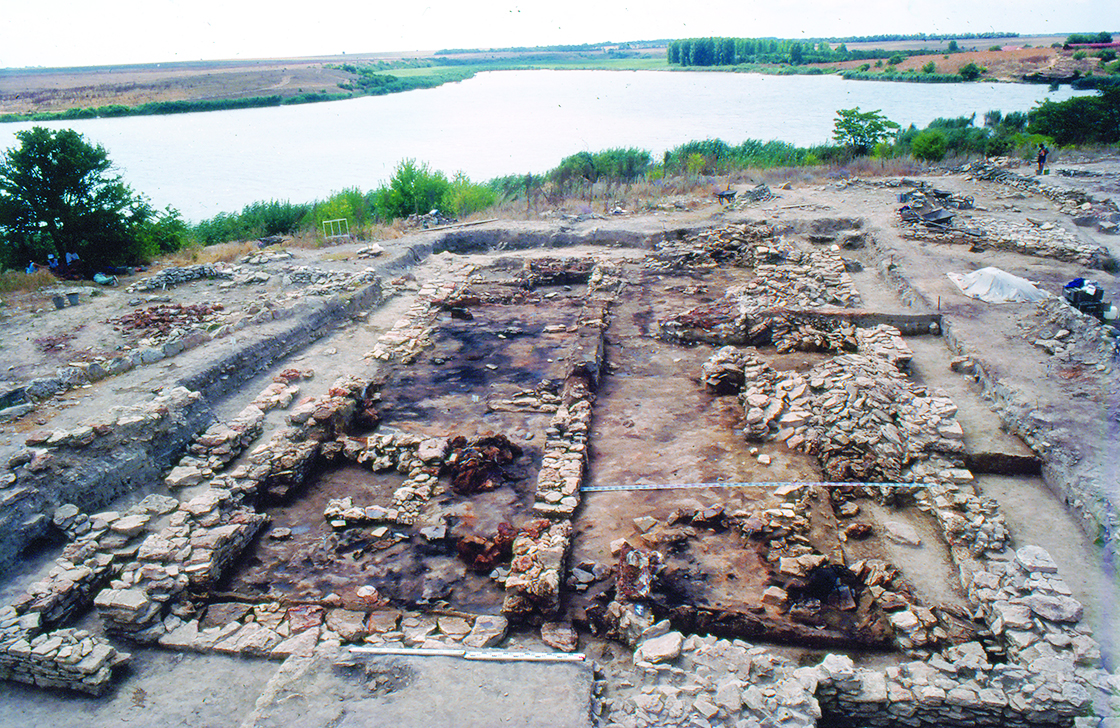
Aspectul autentic al clădirii nr. 5/VII – cultura Hamangia IV, etapa cercetării. Fotografie 1997
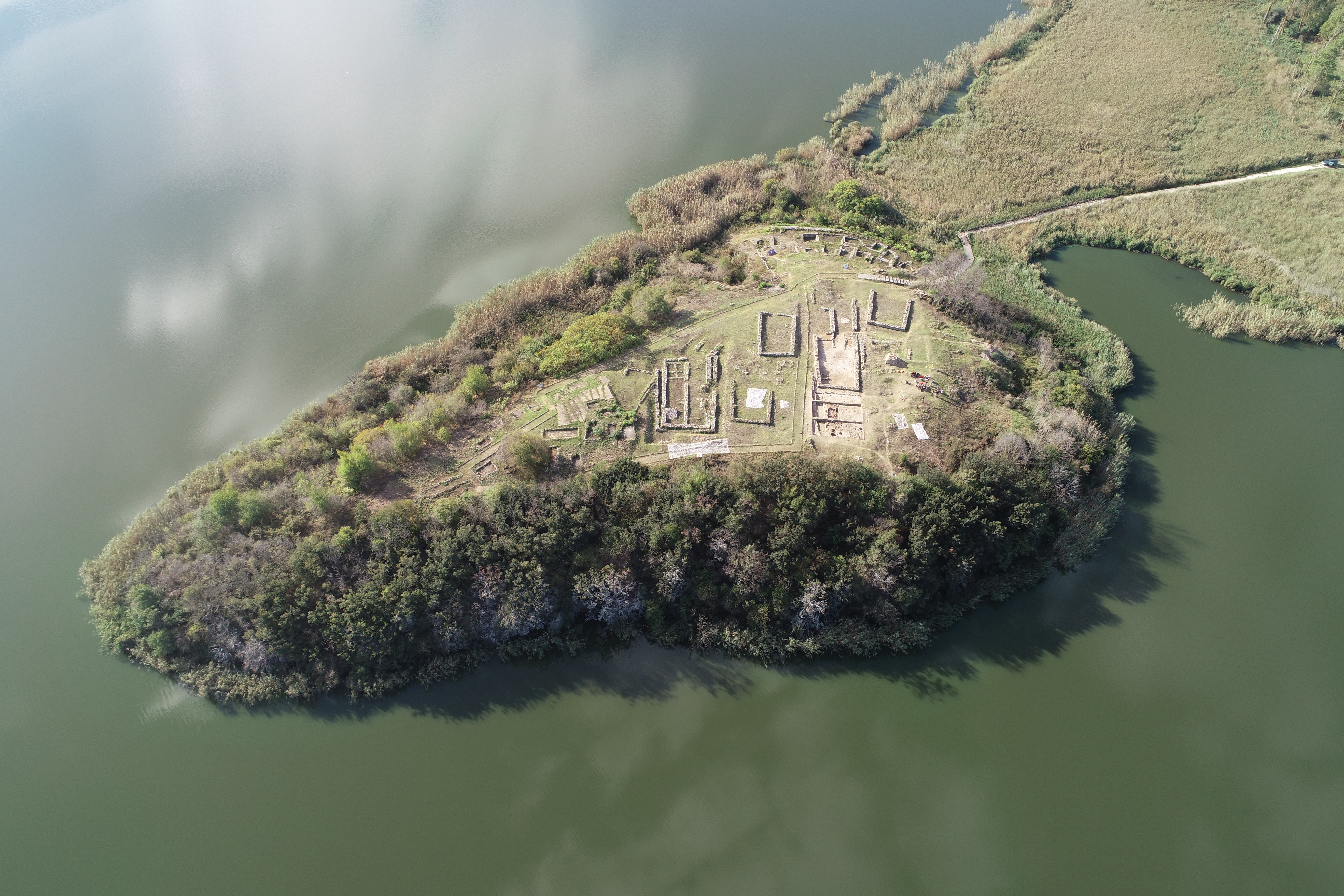
Insula Mare (Golemija ostrov)de la satul Durankulak. Fotografie aeriană 2021
Vase ceramice eneolitice din satul Insula Mare (Golemja Ostrov) de lângă Durankulak (RIM-Dobrich)